# 大和バイパス

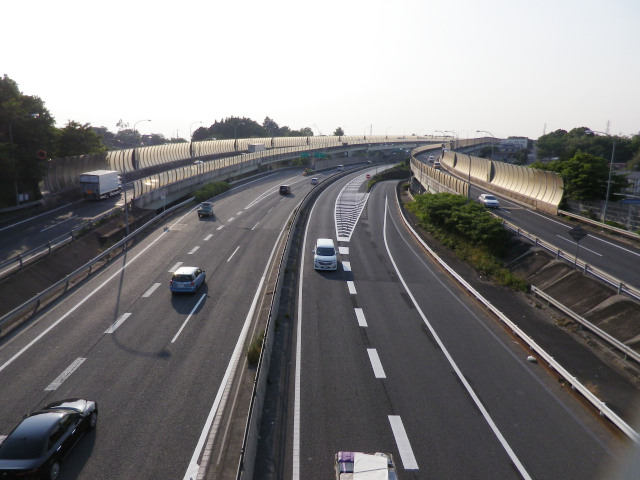
大和バイパス 起点付近（横浜市旭区、上川井IC）

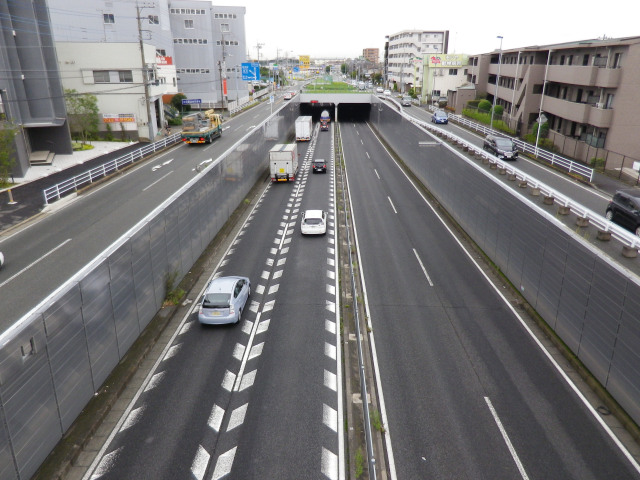
大和バイパス 終点付近（大和市）

大和バイパス（やまとバイパス）は、神奈川県横浜市旭区の上川井ICから東京都町田市の東名高速道路横浜町田ICを通り、大和市つきみ野に至る国道16号のバイパス道路である。上川井ICからは保土ヶ谷バイパスと連結している。

## 歴史
1968年（昭和43年）3月に旧国道16号（現在は、横浜市道五貫目第33号線：目黒交差点 - 上川井IC、神奈川県道56号の一部：目黒交差点 - つきみ野入口交差点）のバイパスとして開通した。

## 路線状況

### 町田立体事業

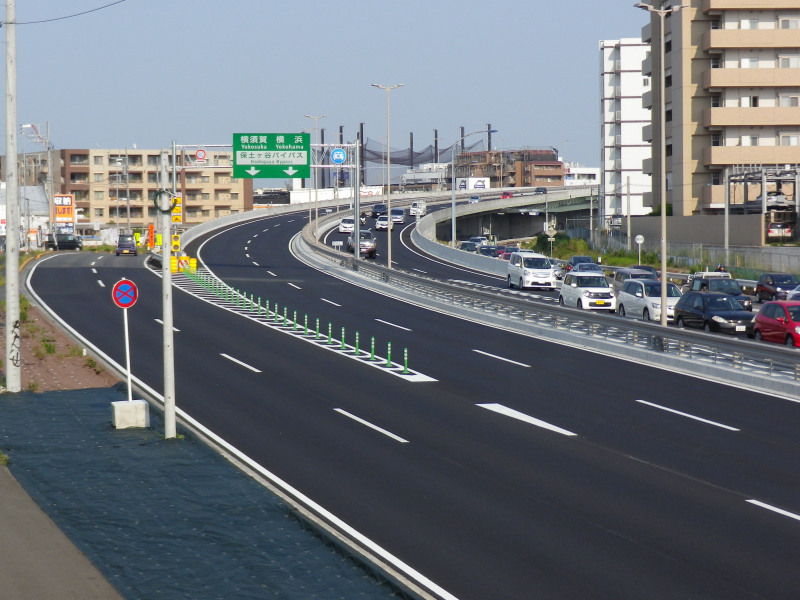
町田立体 終点付近

当該道路は、1990年代半ば頃から国道246号・国道246号旧道・町田街道などが集中交差する東名入口交差点・町田市辻交差点付近では、早朝、深夜などの交通量の少ない時間を除き、常時渋滞が起きていた。時には上下線ともに３km以上の渋滞になることもあり、東名入口交差点付近を通行するには時間を要していた。そこで、これら周辺道路の渋滞解消を目的に、保土ヶ谷バイパスの事実上延伸となる町田立体事業が行われた。2002年度に事業が始まり、当初の予定では2011年度完成予定で工事が進められていたが、国道246号と交差する既存の国道16号の拡幅工事に必要な用地（東名入口交差点付近）の取得が難航したため、事業の進行は大幅に遅れ、2011年秋より橋脚の基礎工事が始まった。最大の難所である国道246号との交差部付近に橋桁を架ける工事は、深夜時間帯に大幅な車線規制、または一時的に通行止めにして工事を行い、本線高架部（つきみ野入口交差点 - 下川井IC付近）は2016年4月24日に開通した。また、残りの横浜町田IC - 八王子方面への接続は、2019年3月16日に開通した。
この道路は国道16号大和バイパス上に1種3級の自動車専用道路を整備したもので、町田立体開通前までは東名横浜町田インターチェンジへの出入専用となっていた横浜町田立体（保土ヶ谷バイパス高架部）と大和バイパスの南町田駅（現・南町田グランベリーパーク駅）北方付近が全線立体交差で接続された。東名入口交差点を通過する車両の大半を占める国道16号大和バイパス（八王子・相模原・町田方面） - 保土ヶ谷バイパス（横浜方面）相互間と、大和バイパス・保土ヶ谷バイパス - 東名高速道路相互間の通行車両が町田立体・横浜町田立体を経由することにより、地平部の東名入口交差点を通行する車両は大幅に減少し、渋滞が大幅に緩和された。
なお、途中の国道246号とは接続せず、既存の国道246号立体交差のさらに上をオーバーパスすることで二重の立体交差となり、横浜環状4号線・旧国道16号・旧国道246号・町田街道などの周辺道路とも接続されない。町田立体は、大和バイパスから東名高速道路及び保土ヶ谷バイパスの接続のみに特化した道路となる。

## 地理

### 通過する自治体
- 神奈川県
横浜市（旭区 - 瀬谷区 - 緑区）
- 東京都
町田市
- 神奈川県
大和市

### 交差する道路
| 施設名                                                                                      | 接続路線名                                                   | 所在地                           | 備考                                     |
| ------------------------------------------------------------------------------------------- | ------------------------------------------------------------ | -------------------------------- | ---------------------------------------- |
| 国道16号（保土ヶ谷バイパス E83 横浜新道・E16 横浜横須賀道路・ 首都高速神奈川3号狩場線方面） |                                                              |                                  |                                          |
| 上川井IC                                                                                    | 国道16号（八王子街道）、横浜市道（八王子街道（旧国道16号）） | 神奈川県横浜市旭区               |                                          |
|                                                                                             | 主要地方道・横浜市道18号線（環状4号線）                      | 神奈川県横浜市緑区・瀬谷区       | 立体交差、間接接続                       |
| 横浜町田IC                                                                                  | E1東名高速道路                                               | 東京都町田市・神奈川県横浜市緑区 |                                          |
| 東名入口交差点                                                                              | 国道246号                                                    | 東京都町田市                     | 高架化事業（2016年4月24日 本線開通）     |
|                                                                                             | 東京都道141号辻原町田線（新町田街道、事業中）                | 東京都町田市                     | 南町田グランベリーパーク駅北口広場に直結 |
| 南町田北交差点                                                                              | 保土ヶ谷バイパス、鶴間町谷通り、鶴間パークウォーク           | 東京都町田市                     |                                          |
| つきみ野入口交差点                                                                          | 神奈川県道56号目黒町町田線（八王子街道（旧国道16号））       | 神奈川県大和市                   |                                          |
| 国道16号（東京環状）相模原・八王子・川越方面                                                |                                                              |                                  |                                          |